# کومودور (پنسیلوانیا)
کومودور (به انگلیسی: Commodore) یک منطقهٔ مسکونی در ایالات متحده آمریکا است که در شهرستان ایندیانا، پنسیلوانیا واقع شده‌است. کومودور ۲٫۰ کیلومتر مربع مساحت و ۳۳۱ نفر جمعیت دارد و ۴۳۲٫۸۲ متر بالاتر از سطح دریا واقع شده‌است.